# Osjetilni sustav
Osjetilni sustav je sustav niza osjetila u tijelu, gdje se osjetilnim neuronima primaju određene vrste podražaja: dodir, miris, okus, sluh, vid i drugi. Uglavnom se dijele na posebna osjetila, s kompleksnijim funkcijama, i opća osjetila, koja prenose osnovne podražaje.
Pet je glavnih skupina receptora:
- Mehanoreceptori – za osjet dodira, tlaka, sluha i ravnoteže
- Termoreceptori – za osjet hladnoće i topline
- Nocireceptori – za osjet bola
- Elektromagnetski receptori – za osjet vida
- Kemoreceptori – za osjet okusa, mirisa, kisika, glukoze i ugljikovog dioksida.

Razne životinje imaju istančanija osjetila od ljudi, a kod nekih se životinja mogu pronaći i posebna, specijalizirana osjetila koja kod ljudi uopće nisu prisutna. Pojedini kukci tako mogu osjetiti ultraljubičasto značenje, ribe dubinu vode i slično.

## Vanjske poveznice
- osjetila, Hrvatska enciklopedija
- senses, Britannica (engleski)